# Phenacogrammus deheyni
Phenacogrammus deheyni är en fiskart som beskrevs av Poll, 1945. Phenacogrammus deheyni ingår i släktet Phenacogrammus och familjen Alestidae. IUCN kategoriserar arten globalt som livskraftig. Inga underarter finns listade i Catalogue of Life.